# Сегрейв, Гилберт (теолог)
Гилберт Сегрейв (англ. Gilbert Seagrave (Segrave); умер в 1312) — английский прелат и теолог, член английского баронского рода Сегрейвов. Преподавал в Оксфордском университете, а потом находился на службе у архиепископа Йоркского Томаса Корбриджского. Каноник в Линкольне с 1297 года, архидиакон в Оксфорде с 1303 года. Автор ряда богословских трудов, из которых до нашего времени дошли только отрывки.

## Биография
Точное происхождение Гилберта неизвестно. Скорее всего, он был членом английского баронского рода Сегрейвов. Автор статьи о нём в «Oxford Dictionary of National Biography» предположил, что Гилберт мог быть младшим сыном Николаса Сегрейва, 1-го барона Сегрейва, однако по устоявшейся версии сыном Николаса был другой Гилберт Сегрейв, живший в это время, — епископ Лондона. При этом обоих Гилбертов в источниках нередко путают.
Вероятно, что Гилберт примерно с 1280 года изучал искусства в Оксфордском университете и 20 ноября 1282 года был назначен ректором Харлакстона в Линкольншире. Во время учёбы и преподавания в Оксфорде он с 3 февраля 1291 года получал разные бенефиции. 8 февраля 1297 года Гилберт стал каноником в Линкольне, получив пребенду Милтона Экклесии, а 2 августа 1303 года — ризничим часовни церкви Святой Марии и Святых Ангелов в Йорке, но в 1302 году под давлением короля был вынужден эту должность покинуть. 10 декабря 1303 года он стал архидиаконом в Оксфорде. К тому времени он, вероятно, покинул Оксфордский университет, перейдя на службу к архиепископу Йоркскому Томасу Корбриджскому. В 1301 году он был его проктором в парламенте, а в 1303 году — сенешалем.
Позже Гилберт уехал из Англии — возможно, чтобы быть представителем короны на интронизации папы Клемента V в октябре 1305 года. В 1312 году он был в папской курии в замке Сен-Симфорьен-д’Озон недалеко от Лиона, где и умер. Вероятно, что захоронили Сегрейва там же. 13 марта 1313 года папа назначил преемника Гилберта на должности каноника в Линкольне и архидиакона в Оксфорде.

## Богословские труды
Известно, что Гилберт написал несколько богословских трудов в форме «quaestiones» и «quodlibets», списки которых хранились в библиотеке Оксфордского университета, однако до настоящего времени сохранились только ответ на quaestio цистерцианца Томаса Киркеби и трактат о силе слова божия. Трактат был создан, вероятно, около 1297 года и показывает, что Сегрейв был последователем Ричарда Клайва, Томаса Саттона и Уильяма Маклсфилдского — трёх ведущих оксфордских богословов того поколения, к которому принадлежал также Иоанн Дунс Скот. В трактате рассматривается вопрос о том, должно ли изучение Слова божего предшествовать выделению идей — абстрактная тема, характерная для того времени.